# Чавес, Лорна
Ло́рна Марле́н Ча́вес Мата (исп. Lorna Marlene Chávez Mata; род. 1959) — костариканская модель, победительница конкурса красоты «Мисс Интернешнл 1980».
В 1980 году 21-летняя Лорна Чавес выиграла международный конкурс красоты «Мисс Интернешнл 1980», который проходил в Токио. Она также получила специальный приз за «Лучший национальный костюм». Она стала первой представительницей Коста-Рики, которая выигрывала «Мисс Интернешнл».